# Richard Scherhag

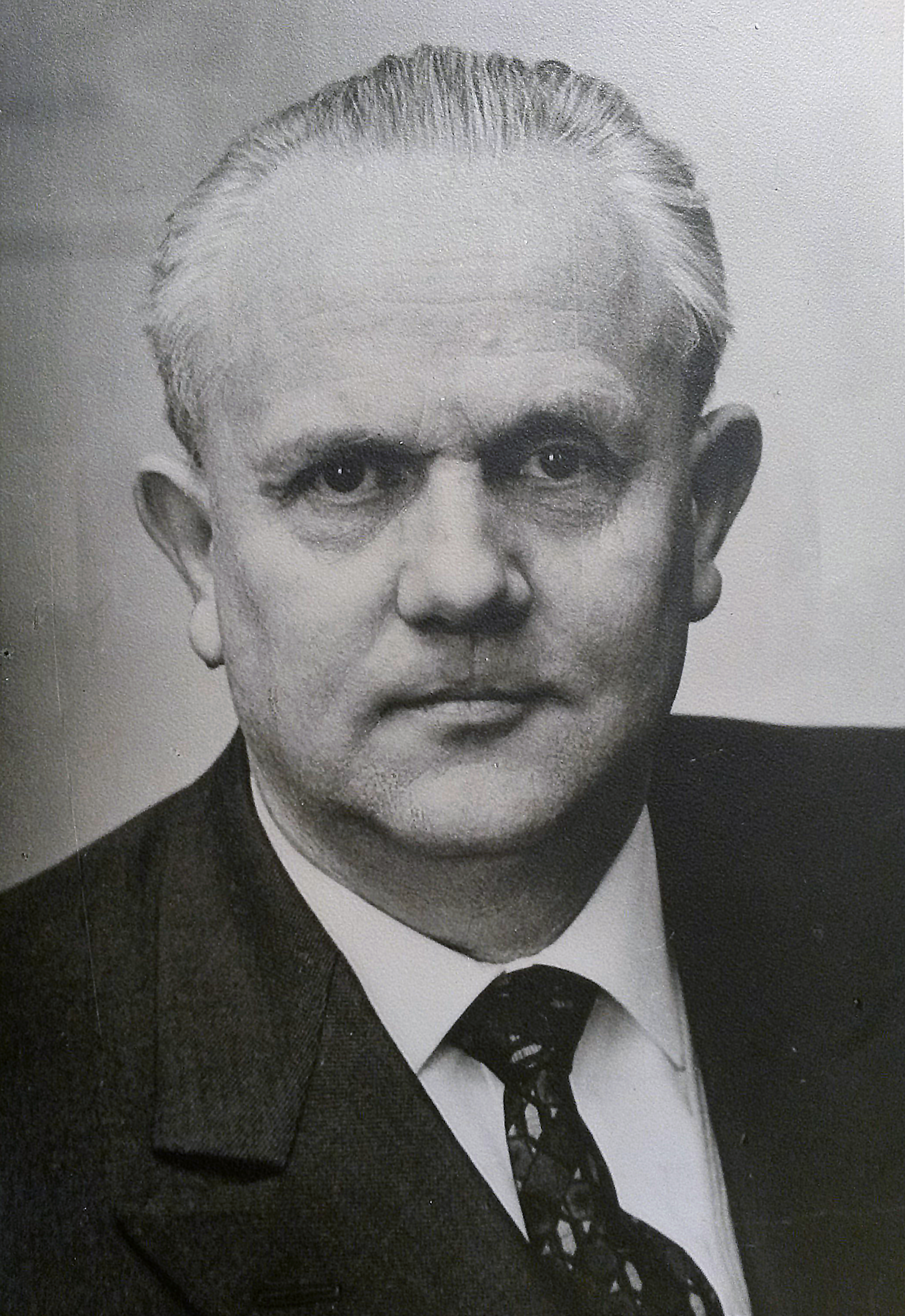
Richard Scherhag

Richard Theodor Anton Scherhag (* 29. September 1907 in Düsseldorf; † 31. August 1970 in Westerland) war ein deutscher Meteorologe.

## Leben
Richard Scherhag wurde 1907 als Sohn eines Düsseldorfer Kaufmanns geboren. Er studierte von 1926 bis 1931 Naturwissenschaften in Bonn, Köln und Berlin und promovierte 1931 bei Heinrich von Ficker mit einer Arbeit über die atmosphärischen Zustände bei Gewittern. Über Essen und die Wetterstation auf dem Brocken kam er 1933 an die Deutsche Seewarte in Hamburg. Am 1. Oktober 1934 führte er hier die Höhenwetterkarte (500 hPa), am 15. Januar 1938 die Markierung der Fronten in den Bodenwetterkarten ein. 1938 wurde Scherhag als Leiter der Abteilung Höhenwetterdienst an das Reichsamt für Wetterdienst in Berlin versetzt. Hier entwickelte er eine Methode zur empirischen Konstruktion von 24-stündigen Bodenvorhersagekarten mittels grafischer Addition, ein Verfahren, das 25 Jahre lang im praktischen Einsatz war. Die Methode hatte auch für militärische Planungen im Zweiten Weltkrieg Bedeutung. Die Höhenwetterkunde war wichtig für Planungen der Luftwaffe.
Von 1944 bis 1948 schrieb Scherhag, teilweise in US-Kriegsgefangenschaft, sein Standardwerk Neue Methoden der Wetteranalyse und Wetterprognose. Scherhag arbeitete zunächst für den US-Wetterdienst in der Amerikanischen Besatzungszone (in Bad Kissingen), kam dann an die Freie Universität Berlin und baute ab 1949 in Berlin-Steglitz das Meteorologische Institut auf. 1951 wurde er zum Professor, 1952 zum Direktor des Instituts ernannt. Bei Radiosondenaufstiegen entdeckte er 1952 das Phänomen der plötzlichen Stratosphärenerwärmung („Berliner Phänomen“). Am 31. Oktober 1952 begründete er die Berliner Wetterkarte, deren Beilagen er als schnelles Publikationsmedium für die Beschreibung aktueller Wetterereignisse oder neuer Erkenntnisse in der Klimaforschung nutzte. Am 7. Juli 1957 nahm das Meteorologische Institut Berlin unter Scherhags Leitung das erste zivile Wetterradar in Deutschland in Betrieb. In den späten 1960er Jahren befasste er sich mit der drastischen Abkühlung der Polargebiete in den 1950er und 1960er Jahren. Er konnte zeigen, dass die mittlere Temperatur auf Franz-Josef-Land binnen 15 Jahren um 4,5 Grad gesunken war.
Scherhag verfasste bis zu seinem plötzlichen Tod im August 1970 mehr als 220 Publikationen auf den verschiedensten Gebieten der Meteorologie und Klimatologie. Er war Mitglied der Akademie der Wissenschaften und der Literatur in Mainz.

## Werke (Auswahl)
- Über die atmosphärischen Zustände bei Gewittern (Unter besonderer Berücksichtigung der Ostgewitter und mehrtägiger Gewitterperioden). Dissertation, Berlin 1931.
- Zur Theorie der Hoch- und Tiefdruckgebiete. Die Bedeutung der Divergenz in Druckfeldern. In: Meteorologische Zeitschrift. Band 51, 1934, S. 129–138 (ins Englische übersetzt und editiert von E. Volken, A. M. Giesche, S. Brönnimann. In: Meteorologische Zeitschrift. Band 25, Nr. 4, 2016, S. 511–519. doi:10.1127/metz/2016/0785):
- Neue Methoden der Wetteranalyse und Wetterprognose. Springer, Berlin 1948. (Nachdruck [2014]: ISBN 978-3-642-49236-5)
- Die explosionsartigen Stratosphärenerwärmungen des Spätwinters 1951/52. In: Berichte des Deutschen Wetterdienstes in der US-Zone. Band 38, 1952, S. 51–63.
- Einführung in die Klimatologie. Westermann, Braunschweig 1960.